# Општина Калугарени (Ђурђу)
Калугарени (рум. Călugăreni) општина је у Румунији у округу Ђурђу.
Oпштина се налази на надморској висини од 47 m.